# ویسنته پاراس
ویسنته پاراس (انگلیسی: Vicente Parras؛ زادهٔ ۱۸ نوامبر ۱۹۷۵) بازیکن فوتبال اهل اسپانیا است.